# Multikriminalitet
Multikriminalitet eller versatil brottslighet är en kriminell karriär som inte specialiserar sig på en brottstyp, utan innefattar flera sorters brott samt brott i olika svårighetsgrad. Multikriminalitet är ett drag som kännetecknar psykopati eller antisocial personlighetsstörning. Inom den organiserade brottsligheten är multikriminalitet ett sätt att sprida riskerna och öka vinsterna.
Medan specialiserad kriminalitet vanligen kännetecknar ekonomisk brottslighet, är multikriminalitet förknippat med så kallad kronisk kriminalitet (kriminell livsstil) och brott som uppkommer genom impulsivitet (det senare innefattar våldsbrott, mord och våldtäkter). Multikriminaliteten kan dock ha en tematik, och definieras i oärlighetsbrott (häleri, stöld, med mera), våldsbrott (vapenbrott, rån, med mera), och antisociala brott (trafikbrott, narkotikabrott, med mera). Sådan tematisk specialisering uppträder ofta i ungdomen hos dem utvecklar en kriminell livsstil.
Dömda gärningsmän för grova brott brukar i folkmun ofta benämnas efter det värsta brottet de dömts för (mördare, våldtäktsman, rånare), men synsättet strider mot empiriska fakta. De som begår de grövsta övergreppen mot andra har som regel en hög grad versatilitet i sin brottsprofil. En hög andel gärningsmän med multibrottslighet förekommer vid sexualbrott, i synnerhet dem med recidiv och dem som visar lägst grad empati vid brottet. Blandmissbruk (missbruk av flera kemiskt olikartade substanser) sammanfaller med sådan kriminell versatilitet som innefattar grova våldsbrott, snarare än att missbruk per se leder till ökat våld. En hög grad versatilitet i fråga om brottslighet är ett kardinalsymtom på psykopati. Den psykopatiska karaktären, snarare än tillvänjning av själva livsstilen, leder till ett större mått instrumentellt och rovgirigt (predatory) våld, medan andra våldsbrottslingars gärningar präglas av affektivt betingat våld. Graden av versatilitet hänger samman med såväl lägre som högre ångestnivå än övriga kriminella. En amerikansk studie har kommit fram till att kriminell versatilitet har ett sammanfall med alkoholproblem, att vara våldtäktsman, att ha begått våldsbrott, och att vara återfallsbrottsling, medan motsatsen, specialisering, sammanfaller med att vara gift och att ha begått egendomsbrott.
Män med kriminell livsstil är som regel mer multikriminella än kroniskt kriminella kvinnor, som i högre grad specialiserar sig. Dock brukar kvinnorna med tiden bli allt mera multikriminella. Egenskapen sammanfaller också med att uppväxtmiljön varit tolerant mot brottslighet och våld.
Gängbrottslighet visar en hög grad versatilitet hos medlemmarna, och samma medlem har ofta begått narkotikabrott, rån och våldsbrott. Enligt Europol finns en trend att den organiserade brottsligheten blir allt mera multikriminell, och kommit att, förutom ovanstående, innefatta brott som kontokortsbedrägerier, nätbedrägeri och annan nätbrottslighet, tillverkning och distribution av designerdroger, upphovsrättsbrott, barnpornografibrott, och människohandel.